# Caroline Kennard
Caroline Augusta Kennard, nascida Caroline Augusta Smith (Portsmouth, 15 de janeiro de 1827 - Boston, 24 de outubro de 1907) foi uma feminista e cientista amadora norte-americana. Em várias correspondências com Charles Darwin, ela questiona sua afirmação de que mulheres seriam inferiores intelectualmente aos homens. Foi vice-presidente do Clube de Mulheres de New England e ativa participante da Sociedade para o Avanço das Mulheres.

## Biografia
Caroline nasceu em Portsmouth, New Hampshire, em 1827. Era filha de James Wiggin Smith e Eliza Folsom. Em julho de 1846, ela se casou com Martin Parry Kennard (1818-1903), um comerciante e joalheiro de Boston, Massachusetts e abolicionista. Ele apoiou o pedido da escultora Edmonia Lewis a obtenção de um passaporte, em 1865, que vinha sendo dificultado por ela ser negra. O casal Kennard teve cinco filhos e vivia uma vida confortável em Boston. Seu marido trabalhou como tesoureiro assistente para a secretaria do tesouro na cidade, com indicação presidencial. Na época, a região de Boston e de Brookline era conhecida pela grande quantidade de comerciantes bem sucedidos.
Caroline era bem educada e vivia em meio à elite de Brookline e Boston. Junto de outras mulheres da época, ela formou grupos que focavam na reforma educacional, para melhorar o status da mulher na sociedade, durante o século XIX. Foi membro do Clube de Mulheres de New England, o primeiro dos Estados Unidos, junto de várias mulheres importantes no cenário feminista da época, como Julia Ward Howe, Caroline M. Severance, Edna D. Cheney, Lucy Stone, Lucy Goddard, Elizabeth P. Peabody e Marie E. Zakrenska.
Entre os anos de 1888 e 1890, Caroline foi ativa no corpo diretor e foi sua vice-presidente entre 1893 e 1894. Participou também de várias reuniões anuais da Sociedade para o Avanço das Mulheres. Em 1896, Caroline leu um dos artigos publicados pela associação, que falava sobre o trabalho doméstico e como ele deveria ser tratado como qualquer outra profissão. Marchou com outras mulheres pelas ruas de Boston em busca de mais direitos para as mulheres na mesma época.
Caroline publicou vários artigos tratando de assuntos importantes relacionados à reforma social e à vida de importantes mulheres ativistas, escritoras e poetas. Em de seus artigos, ela defendia que a força policial deveria contratar mulheres para lidar com outras mulheres. Escrevia também a respeito da educação infantil.

## Interesse em ciência
O interesse de Caroline pela ciência vinha de seu comprometimento com a luta pelos direitos das mulheres, especialmente como ferramenta para reformas educacionais. Ela foi uma das mulheres que se correspondeu com Charles Darwin, questionando seu posicionamento a respeito da inferioridade da mulher, em 1881. Darwin respondeu em 9 de janeiro de 1882:
| “ | Certamente acredito que as mulheres, conquanto, em geral, superiores aos homens [em] qualidades morais, são inferiores em termos intelectuais e parece-me ser muito difícil, a partir das leis da hereditariedade (se eu as compreendo da forma correta), que elas se tornem intelectualmente iguais aos homens. | ” |

Ele ainda argumentou que a igualdade entre os sexos prejudicaria a esfera familiar pelo abandono dos deveres do lar e com as crianças. Não havia na época a ideia de divisão de tarefas. Com esta resposta em mãos, Caroline escreveu novamente para Darwin, em 28 de janeiro de 1882, afirmando que mulheres tinham as mesmas capacidades intelectuais que os homens, mas não tinham as mesmas oportunidades educacionais, nem estímulo em seu ambiente para poderem desenvolver seu intelecto da maneira adequada.
Suas atividades científicas, ainda que sem ensino formal, não se limitavam aos debates sobre as capacidades intelectuais de mulheres e homens. Em 1892, ela doou espécimens de seu próprio pomar para a Sociedade de História Natural de Boston. Tinha interesse em botânica, principalmente em musgos, samambaias e cavalinhas. Era também biógrafa, tendo escrito a biografia de Dorothea Dix no final da década de 1880. A irmã de Caroline, Martha T. Fiske Collard, também era comprometida com a ciência e doou 5 mil dólares para o Radcliffe College para criar uma bolsa de estudos em homenagem à sua irmã, a Caroline A. Kennard Scholarship in Science.

## Morte
Caroline morreu em 24 de outubro de 1907, em Boston, aos 80 anos de idade.

## Livros
- Dorothea L. Dix and her life-work, 1888
- 'Progress in Employment of Police Matrons' (1892)